# Campeonato Mundial de Atletismo de 2022 - Revezamento 4x100 m feminino
A competição dos 4 x 100 metros estafetas feminino no Campeonato Mundial de Atletismo de 2022 foi realizada no estádio Hayward Field, em Eugene, nos Estados Unidos, nos dias 22 e 23 de julho de 2022.

## Recordes
Antes da competição, os recordes eram os seguintes:
| Recorde mundial                               | Tianna Madison, Allyson Felix · Bianca Knight, Carmelita Jeter (USA)                       | 40.82 | Londres, Reino Unido     | 10 de agosto de 2012  |
| Recorde do campeonato                         | Veronica Campbell-Brown, Natasha Morrison · Elaine Thompson, Shelly-Ann Fraser-Pryce (JAM) | 41.07 | Pequim, China            | 29 de agosto de 2015  |
| Melhor marca do ano                           | Géraldine Frey, Mujinga Kambundji · Salomé Kora, Ajla del Ponte (SUI)                      | 42.13 | Estocolmo, Suécia        | 30 de junho de 2022   |
| Recorde da África                             | Beatrice Utondu, Faith Idehen · Christy Opara-Thompson, Mary Onyali-Omagbemi (NGA)         | 42.39 | Barcelona, Espanha       | 7 de agosto de 1992   |
| Recorde da Ásia                               | Xiao Lin, Li Yali · Liu Xiaomei, Li Xuemei (CHN)                                           | 42.23 | Xangai, China            | 23 de outubro de 1997 |
| Recorde da América do Norte, Central e Caribe | Tianna Madison, Allyson Felix · Bianca Knight, Carmelita Jeter (USA)                       | 40.82 | Londres, Reino Unido     | 10 de agosto de 2012  |
| Recorde da América do Sul                     | Evelyn dos Santos, Ana Cláudia Lemos · Franciela Krasucki, Rosângela Santos (BRA)          | 42.29 | Moscou, Rússia           | 8 de agosto de 2013   |
| Recorde da Europa                             | Silke Gladisch-Möller, Sabine Rieger · Ingrid Auerswald-Lange, Marlies Göhr (DDR)          | 41.37 | Camberra, Austrália      | 6 de outubro de 1985  |
| Recorde da Oceania                            | Rachael Massey, Suzanne Broadrick · Jodi Lambert, Melinda Gainsford-Taylor (AUS)           | 42.99 | Polokwane, África do Sul | 18 de março de 2000   |

Os seguintes recordes mundiais ou olímpicos foram estabelecidos durante esta competição:
| Data        | Evento        | Atletas                                                                                  | Tempo | Notas               |
| ----------- | ------------- | ---------------------------------------------------------------------------------------- | ----- | ------------------- |
| 22 de julho | Eliminatórias | Melissa Jefferson, Aleia Hobbs, Jenna Prandini, Twanisha Terry (USA)                     | 41.56 | Melhor marca do ano |
| 23 de julho | Final         | Melissa Jefferson, Abby Steiner, Jenna Prandini, Twanisha Terry (USA)                    | 41.14 | Melhor marca do ano |
| 23 de julho | Final         | Joy Chinenye Udo-Gabriel, Favour Ofili, Rosemary Chukwuma, Nzubechi Grace Nwokocha (NGR) | 42.22 | Recorde africano    |

## Medalhistas
| Ouro                                                                                | Prata                                                                                       | Bronze                                                                             |
| Estados Unidos · Melissa Jefferson · Abby Steiner · Jenna Prandini · Twanisha Terry | Jamaica · Kemba Nelson · Elaine Thompson-Herah · Shelly-Ann Fraser-Pryce · Shericka Jackson | Alemanha · Tatjana Pinto · Alexandra Burghardt · Gina Lückenkemper · Rebekka Haase |

## Calendário
| Data        | Horário | Fase          |
| ----------- | ------- | ------------- |
| 22 de julho | 17:40   | Eliminatórias |
| 23 de julho | 19:30   | Final         |

Todos os horários estão no horário local (UTC-7)

## Resultados

### Eliminatórias
Qualificação: Os três primeiros de cada bateria (Q) e os dois melhores tempos (q) das eliminatórias.
| Pos. | Bateria | Raia | Nacionalidade  | Atletas                                                                            | Tempo | Notas                |
| ---- | ------- | ---- | -------------- | ---------------------------------------------------------------------------------- | ----- | -------------------- |
| 1    | 2       | 2    | Estados Unidos | Melissa Jefferson, Aleia Hobbs, Jenna Prandini, Twanisha Terry                     | 41.56 | Q,                   |
| 2    | 1       | 4    | Grã-Bretanha   | Asha Philip, Imani Lansiquot, Ashleigh Nelson, Daryll Neita                        | 41.99 | Q                    |
| 3    | 1       | 8    | Jamaica        | Briana Williams, Natalliah Whyte, Remona Burchell, Kemba Nelson                    | 42.37 | Q,                   |
| 4    | 1       | 3    | Alemanha       | Tatjana Pinto, Alexandra Burghardt, Gina Lückenkemper, Rebekka Haase               | 42.44 | Q,                   |
| 5    | 2       | 8    | Espanha        | Sonia Molina-Prados, Jaël Bestué, Paula Sevilla, Maria Isabel Pérez                | 42.61 | Q,                   |
| 6    | 2       | 1    | Nigéria        | Joy Chinenye Udo-Gabriel, Favour Ofili, Rosemary Chukwuma, Nzubechi Grace Nwokocha | 42.68 | Q,                   |
| 7    | 2       | 4    | Itália         | Zaynab Dosso, Dalia Kaddari, Anna Bongiorni, Vittoria Fontana                      | 42.71 | q,                   |
| 8    | 2       | 7    | Suíça          | Géraldine Frey, Sarah Atcho, Salomé Kora, Ajla del Ponte                           | 42.73 | q                    |
| 9    | 1       | 7    | China          | Li He, Ge Manqi, Wei Yongli, Liang Xiaojing                                        | 42.93 | Recorde da temporada |
| 10   | 1       | 1    | Canadá         | Crystal Emmanuel, Khamica Bingham, Jacqueline Madogo, Leya Buchanan                | 43.09 |                      |
| 11   | 1       | 6    | Polónia        | Magdalena Stefanowicz, Martyna Kotwiła, Marika Popowicz-Drapała, Ewa Swoboda       | 43.19 | Recorde da temporada |
| 12   | 1       | 5    | Japão          | Masumi Aoki, Arisa Kimishima, Mei Kodama, Midori Mikase                            | 43.33 | Recorde nacional     |
| 13   | 2       | 5    | Países Baixos  | Andrea Bouma, Zoë Sedney, Minke Bisschops, Naomi Sedney                            | 43.46 |                      |
| 13   | 2       | 6    | Dinamarca      | Mette Graversgaard, Mathilde Kramer, Astrid Glenner-Frandsen, Ida Karstoft         | 43.46 | Recorde nacional     |
| 15   | 2       | 3    | Equador        | Yuliana Angulo, Anahí Suárez, Nicole Caicedo, Nicole Jazmine Chala                 | 44.17 | Recorde da temporada |
| 16   | 1       | 2    | Irlanda        | Joan Healy, Adeyemi Talabi, Lauren Roy, Sarah Leahy                                | 44.48 |                      |

### Final
A final ocorreu dia 23 de julho às 19:30. 
| Pos.              | Raia | Nacionalidade  | Atletas                                                                            | Tempo | Notas                |
| ----------------- | ---- | -------------- | ---------------------------------------------------------------------------------- | ----- | -------------------- |
| Medalha de ouro   | 3    | Estados Unidos | Melissa Jefferson, Abby Steiner, Jenna Prandini, Twanisha Terry                    | 41.14 | Melhor marca do ano  |
| Medalha de prata  | 5    | Jamaica        | Kemba Nelson, Elaine Thompson-Herah, Shelly-Ann Fraser-Pryce, Shericka Jackson     | 41.18 | Recorde da temporada |
| Medalha de bronze | 7    | Alemanha       | Tatjana Pinto, Alexandra Burghardt, Gina Lückenkemper, Rebekka Haase               | 42.03 | Recorde da temporada |
| 4                 | 8    | Nigéria        | Joy Chinenye Udo-Gabriel, Favour Ofili, Rosemary Chukwuma, Nzubechi Grace Nwokocha | 42.22 | Recorde africano     |
| 5                 | 4    | Espanha        | Sonia Molina-Prados, Jaël Bestué, Paula Sevilla, Maria Isabel Pérez                | 42.58 | Recorde nacional     |
| 6                 | 6    | Grã-Bretanha   | Asha Philip, Imani Lansiquot, Dina Asher-Smith, Daryll Neita                       | 42.75 |                      |
| 7                 | 1    | Suíça          | Géraldine Frey, Mujinga Kambundji, Salomé Kora, Ajla del Ponte                     | 42.81 |                      |
| 8                 | 2    | Itália         | Zaynab Dosso, Dalia Kaddari, Anna Bongiorni, Vittoria Fontana                      | 42.92 |                      |

Legenda
| Recorde mundial       | Recorde mundial (World record)               |                       | Recorde africano                      | Recorde africano (African) |                                           | Q | Classificado por posição (Qualified) |
| Recorde do campeonato | Recorde do campeonato (Championship record)  | Recorde da América    | Recorde da América (Americas)         | q                          | Classificado por melhor tempo (Qualified) |   |                                      |
| Melhor marca do ano   | Melhor marca do ano (World leading)          | Recorde asiático      | Recorde asiático (Asian)              | DNS                        | Não largou (Did not start)                |   |                                      |
| Recorde nacional      | Recorde nacional (National record)           | Recorde europeu       | Recorde europeu (European)            | DNF                        | Não terminou (Did not finish)             |   |                                      |
| Recorde pessoal       | Recorde pessoal do atleta (Personal best)    | Recorde da Oceania    | Recorde da Oceania (Oceania)          | DSQ / DQ                   | Desclassificado (Disqualified)            |   |                                      |
| Recorde da temporada  | Recorde da temporada do atleta (Season best) | Recorde sul-americano | Recorde sul-americano (South America) | NM                         | Sem marca (No mark)                       |   |                                      |